# Conseil européen de l'information sur l'alimentation
 (décembre 2016).
 (juin 2021).
Le Conseil de l’Information sur l’Alimentation en Europe (EUFIC), est une organisation sans but lucratif tournée vers les consommateurs, dont le siège est à Bruxelles. 
Il a été fondé en 1995 afin de rendre les connaissances scientifiques sur l'alimentation et sur la santé plus accessibles et plus compréhensibles par le grand public. Sa mission est de créer du contenu basé sur des faits scientifiques, qui puisse permettre aux citoyens européens d’adopter une alimentation et un mode de vie plus sains et plus durables en connaissance de cause.

## A propos de EUFIC
Le travail de EUFIC se base sur trois piliers fondamentaux :
- Donner des conseils pour adopter une alimentation et des modes de vie plus sains ;
- Apporter des informations exploitables quant à la sécurité alimentaire et la durabilité des aliments ;
- Offrir les connaissances nécessaires qui permettent d’évaluer les allégations des médias sur l’alimentation et la santé, de manière critique.

Un Conseil Scientifique Consultatif guide le travail scientifique de l’organisation et vérifie que les documents reflètent ce que dit la science. 
Par ailleurs, des experts scientifiques, spécialistes des consommateurs, aident l’organisation à mieux comprendre les comportements et les attitudes de ces derniers vis-à-vis de l'alimentation. 
L’organisation partage ses contenus avec le grand public à travers plusieurs canaux de diffusion, notamment les réseaux sociaux, et grâce à des collaborations et partenaires, qui font autorité dans les domaines de l'alimentation et de la santé.
Le site web de l’organisation, disponible en 5 langues (anglais, français, allemand, italien et espagnol), est reconnu par la Charte de Health on the Net (HON), qui protège les citoyens des informations en ligne trompeuses.

## Collaborations
EUFIC participe à des consortiums financés par les programmes-cadres de la Commission Européenne, et collabore, depuis plusieurs années, avec des organisations telles que la Fédération Européenne des Associations de Diététiciens (EFAD) et l'Association Européenne d'Études et de Recherches sur l'Obésité (EASO).
De même, l’organisation participe activement à la Plateforme Européenne de Leadership Nutritionnel (ENLP), en développant, formant et connectant la prochaine génération de leaders dans les domaines de l'alimentation et de la nutrition.

## Histoire de EUFIC

### 1995 – 2000 Naissance de EUFIC
EUFIC a été fondé en 1995 avec la mission de « fournir aux formateurs d’opinion (tels que les instituts d’information sur l’alimentation, associations de consommateurs, autorités gouvernementales, experts de la santé, enseignants et médias) pour contribuer à améliorer la connaissance sur la nutrition et la santé du grand public ».
EUFIC a été parmi les premiers à fournir des informations sur l’alimentation fiables en ligne[réf. nécessaire].
La première directrice générale de EUFIC - Anna Jung - a guidé le développement de l’organisation jusqu’en 2005.

### 2001 – 2005CoolFoodPlanet.orget la Charte deHealth on the Net(HON)
En 2001, EUFIC a créé CoolFoodPlanet.org, un outil interactif pour faciliter l’apprentissage des enfants, disponible sur le site web de l’organisation. 
EUFIC a obtenu, en mars 2004, la certification HONcode. Health On The Net (HON) est une organisation sans but lucratif, qui soutient la diffusion d’informations sur la santé de manière transparente et fiable.

### 2006 - 2010 Publications scientifiques, partenariats et multimédia
En 2006, EUFIC a publié ses toutes premières études scientifiques : Fernández-Celemín L, Jung A. Quo Vadis Food Risk Communication?, What should be the role of the media in nutrition communication?
La même année, Josephine Wills est devenue directrice générale de EUFIC et a officié jusqu’en 2014.
En 2009, EUFIC a organisé un séminaire en collaboration avec l’Organisation pour l’Alimentation et l’Agriculture (FAO) des Nations unies, centré sur les recommandations nutritionnelles, auquel ont participé 14 pays membres de l’UE.
En outre, EUFIC a présenté une nouvelle version de son site web en 11 langues en 2010.[pertinence contestée]

### 2011 - 2015 ‘Focus’ sur les consommateurs et l’arrivée des réseaux sociaux
Le premier réseau social de EUFIC a été lancé en septembre 2011, avec le lancement de sa page Facebook. 
Dès 2012, l’organisation était présente sur Twitter et Youtube, en même temps qu’une nouvelle version de CoolFoodPlanet. En 2015, EUFIC a introduit Speaking up for Science Action Network (SuSAN), qui réunit un groupe d’experts au niveau européen ayant pour objectif de faire face aux fake news et à la désinformation dans les médias. 
Dr. Laura Fernández Celemín est devenue directrice générale de EUFIC en 2015, qu’elle dirige toujours à ce jour. 

### 2016 - 2020
EUFIC a rajouté @SciFoodHealth comme deuxième compte Twitter, se focalisant principalement sur les projets européens et EIT Food, auxquels l’organisation contribue.
Depuis 2017, EUFIC est inscrit dans le registre de transparence de l'Union Européenne.
En 2018, EUFIC a collaboré avec la FAO pour l’Initiative mondiale de réduction des pertes et du gaspillage alimentaires - SAVE FOOD.
L’organisation a gagné en 2019 le prix de la ‘Meilleure campagne digitale’ grâce à son projet "Hungry for Whole Grain".
En 2020, EUFIC a lancé son compte Instagram.
Depuis sa création il y a 25 ans, EUFIC a publié 107 études scientifiques, dont 59 avec le système d’évaluation par les pairs.

## Financement et transparence
EUFIC est une organisation indépendante à but non lucratif, enregistrée conformément à la législation belge, en tant qu’association internationale sans but lucratif (AISBL), sous le numéro 0456 866 931.
En 2020, 66 % du financement de l’organisation provenait de fonds publics, 33 % de ses membres et 1 % de projets de recherche commissionnés. La liste complète des membres de EUFIC est disponible ici.
Chaque année, les comptes sont examinés et approuvés par des auditeurs financiers externes avant d’être publiés au Bureau central des bilans.
EUFIC est inscrite au registre de transparence de l'Union européenne : TR ID 248894041414-94

## La gouvernance de EUFIC
Les membres de EUFIC, qui composent les organes de gouvernance, représentent les quatre secteurs clefs pour la sante publique en Europe, à savoir : la communauté scientifique, les professionnels de la santé et de la communication scientifique, le secteur privé et la société civile.
Les représentants des différents organes de gouvernance exercent leurs rôles à titre personnel et gratuit. Ces derniers se sont engagés à respecter les principes de fonctionnement, le Code de Conduite de l’organisation, et doivent signer chaque année une attestation d'absence de conflit d'intérêts.

## Rapport annuel
Les comptes de EUFIC sont audités chaque année et sont disponibles dans le Rapport annuel, publié chaque année parl’organisation.